# Fool and Final
Fool n Final – indyjska komedia wyreżyserowana w 2007 roku przez choreografa Ahmeda Khana. W rolach głównych Sunny Deol, Shahid Kapoor, Ayesha Takia i Vivek Oberoi. Film był nagrywany w Brazylii i Dubaju.

## Obsada
- Sunny Deol – Munna
- Shahid Kapoor – Raja / Rahul
- Vivek Oberoi – Luckee
- Ayesha Takia – Tina
- Sameera Reddy – Payal
- Paresh Rawal – Choubey
- Johnny Lever – Kuttu
- Jackie Shroff – Gunmaster G-9
- Arbaaz Khan – Moscow Chikna
- Chunky Pandey – Rocky
- Gulshan Grover – Chowksi
- Sharmila Tagore – Bhabi
- Om Puri – Bhaiya
- Asrani – Lalwani
- Suresh Menon – Bob
- Zakir Hussain – J.D
- Vijay Raaz
- Mike Tyson
- Dog – Hajhmola

## Piosenki
- Tere Layee – Kunal Ganjawala i Himani
- Yeh Dooriyan – Hanif Shaikh
- Ek Kalsa – Himesh Reshammiya
- Sigdi – Himesh Reshammiya, Alaap – Jayesh Gandhi
- Tere Layee (Remix) – Kunal Ganjawala i Himani
- FNF Masti (Remix) – Kunal Ganjawala, Himani, Himesh Reshammiya, Jayesh Gandhi i Hanif Shaikh